# Sylt (municipi)
Sylt (frisó septentrional Söl) és el principal municipi de l'illa de Sylt que forma part del districte de Nordfriesland, dins l'Amt Landschaft Sylt, a l'estat alemany de Slesvig-Holstein. Fou creat el gener de 2009 de la unió dels municipis de Rantum i Sylt-Ost amb la vila de Westerland. El 31 de desembre del 2023 tenia 13.679 habitants.

## Referències

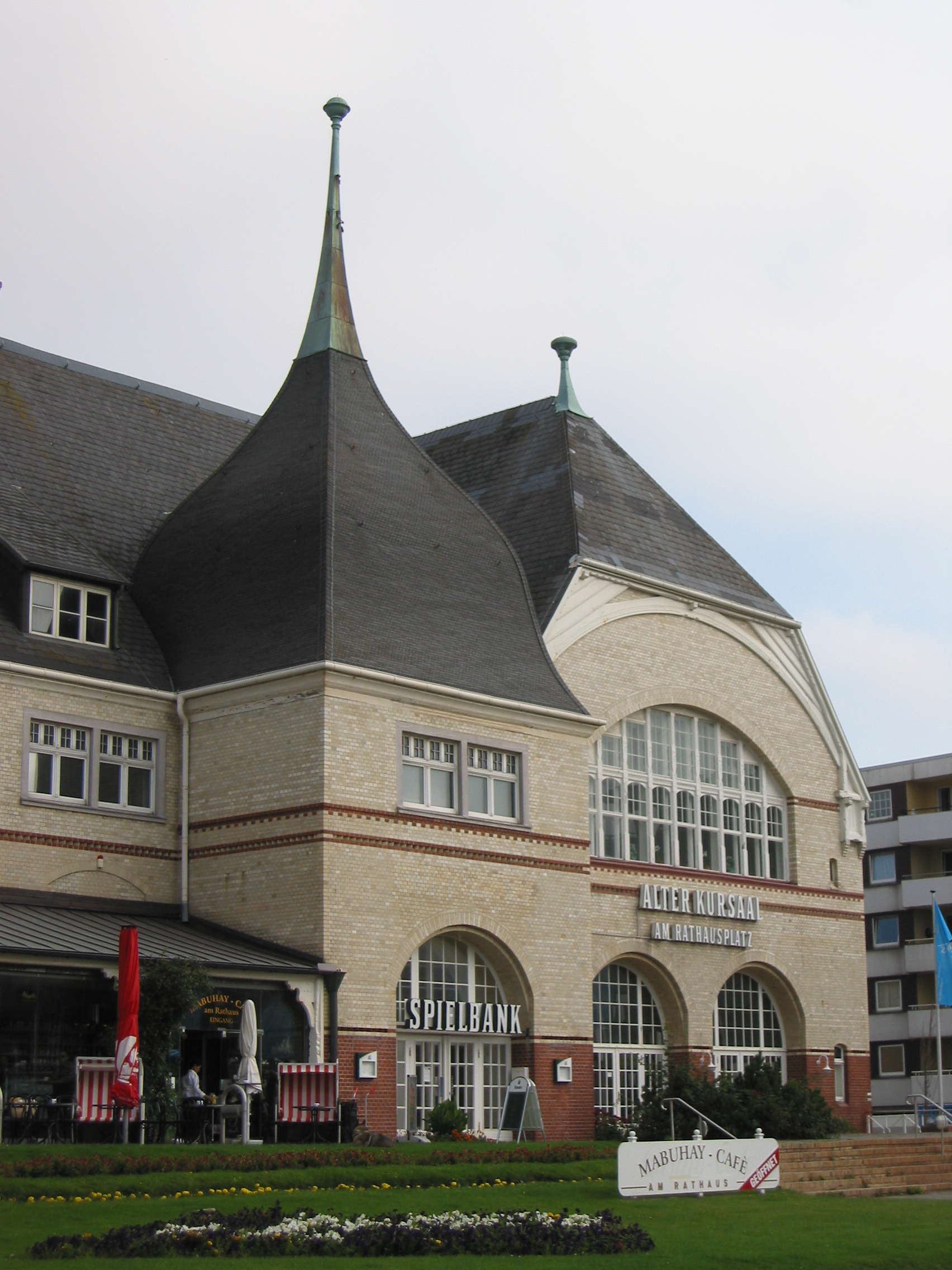
Casino de Westerland